# Principats de França
Alguns feus francesos, fins i tot alguna pairia, va adquirir el títol de principat. Aquestos foren:

## Sota l'antic règim
- Sedan, el 1520 extingit el 1651
- Príncep de Condé el 1551
- Senyoria de Joinville el 1552
- Château-Porcien, el 1561 extingit el 1826
- Mercoeur el 1563, ducat el 1569, principat altre cop el 1719, extingit el 1723
- Guémené el 1570
- Léon el 1572
- Martigues el 1580 extingit al final del segle XIX
- Tingry el 1587 extingit el 1878
- Conti el 1595 extingit el 1814
- Arches el 1608
- Soubise el 1667 extingit el 1787
- Lambesc el 1688 extingit el 1825
- Rochefort el 1728
- Poix el 1729
- Beauvau-Craon el 1722 (reconegut a França el 1755), extingit el 1982
- Listenois el 1762 extingit el 1781.

## Sota el primer Imperi
- Murat el 1804
- Bénévent (Benevento) el 1806, extingit el 1814
- Ponte-Corvo el 1806 extingit el 1812
- Venècia (Venise) el 1807 extingit el 1814
- Eckmühl el 1809 extingit el 1853 avec le 2e prince
- Wagram el 1809 extingit el 1918
- Essling el 1810
- La Moskowa, el 1812 extingit el 1969.

## Sota els borbons restaurats
- Talleyrand el 1815 extingit el 1838
- Hénin el 1828 extingit el 1934
- Lucinge el 1828